# Georg Erdmann
Georg Erdmann, ros. Эрдман Георг (ur. 19 lutego 1682 w Leina, zm. 11/12 października 1736 w Gdańsku) – prawnik niemiecki, oficer i dyplomata rosyjski.
Syn Hansa Erdmanna, jun.. Studiował muzykę i śpiew w liceum w Ohrdrufie (1698-) wraz z Janem Sebastianem Bachem. W 1700, śpiewali razem w chórze przy kościele św. Michała w Lüneburgu. Studiował prawo na uniwersytecie w Jenie (1708-).
W 1713 Erdmann stał się radcą prawnym (starszym audytorem) w służbie rosyjskiej, otrzymując stopień oficera w dywizji księcia A.I. Repnina, stacjonującej na Litwie. W 1718 został powołany do pełnienia funkcji oficjalnego przedstawiciela Rosji w Gdańsku (1718-1736) z tytułem superaudytora, od 1724 w randze agenta, od 1730 – ministra-rezydenta. Głównym jego zadaniem był monitoring spraw rosyjsko-szwedzkich na tym obszarze.